# Lonely Planet
Pour les articles homonymes, voir Lonely Planet (homonymie).
La maison d'édition australienne Lonely Planet [ˈləʊnli ˈplænət], est un éditeur de guides de voyages.
Fondé par un couple anglo-irlandais en 1972, Lonely Planet est longtemps resté un éditeur indépendant jusqu'à son rachat en 2007 par la BBC. Le guide a été revendu en mars 2013 à l'entreprise américaine NC2 Media, spécialiste de l'édition numérique.
Les guides sont disponibles en huit langues (anglais, français, italien, allemand, espagnol, coréen, japonais, chinois). Lonely Planet édite environ 650 titres en anglais depuis 1972 et plus de 230 titres en français depuis 1993. Ils existent en version papier et numérique. La maison d'édition emploie plus de 400 personnes dans ses filiales à Melbourne, Oakland, et Londres et fait travailler plus de 150 auteurs. Les guides Lonely Planet sont les guides de voyages parmi les plus connus et les plus appréciés des routards.

## Histoire

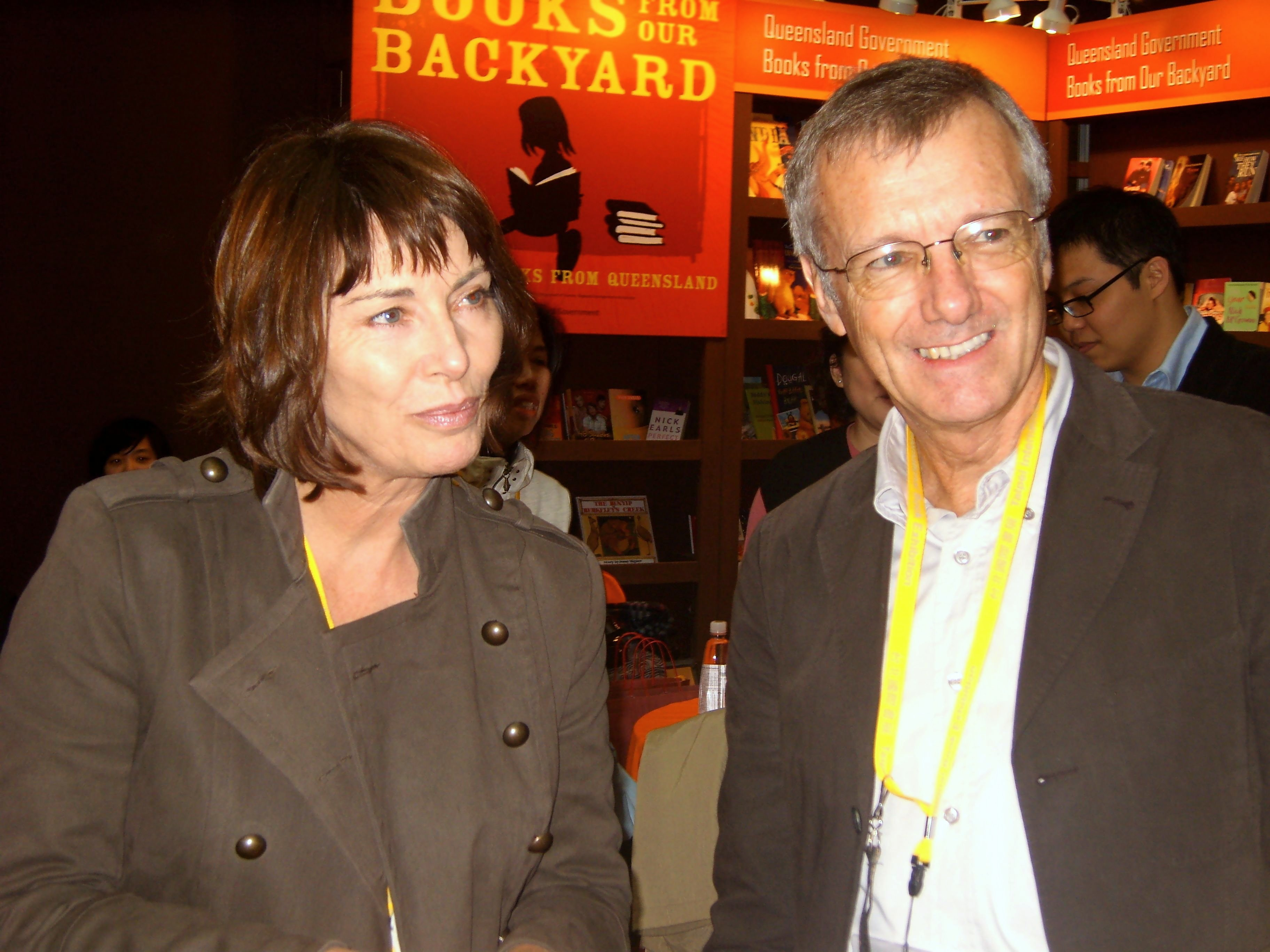
Maureen et Tony Wheeler, cofondateurs de Lonely Planet.

Le premier guide de voyage Lonely Planet, Across Asia on the Cheap (« À travers l'Asie pour pas cher »), a été rédigé par Tony Wheeler et sa femme Maureen sur leur table de cuisine, puis publié en 1973. Le guide connait un grand succès en Australie et les versions suivantes de ce guide, qui est toujours un des titres les plus vendus de l'éditeur, portent le nom « South-East Asia on a shoestring ».
Très orienté vers la culture hippie, les premiers guides s'adressaient surtout aux jeunes gens d'Australasie et d'Europe (en premier lieu le Royaume-Uni), qui désiraient relier l'Europe ou l'Australie en traversant l'Asie du Sud-Est, l'Inde et le Moyen-Orient, suivant ce qu'on appelait le hippie trail (la « route des hippies »). Le nom, « Lonely Planet », est inspiré d'une chanson de Joe Cocker, Space Captain, où ce dernier parle d'une « lovely planet ».
Les convictions des auteurs les poussaient ainsi à chercher à rester indépendant des grands groupes d'édition, ou encore à refuser les publicités au sein de l'ouvrage.
Chaque ouvrage est écrit par un auteur coordinateur auquel sont associés des auteurs supplémentaires, généralement des journalistes[réf. souhaitée]. De trois à cinq auteurs en moyenne collaborent à chaque guide, mais certains titres, comme la Chine ou l'Inde (plus de 1 000 pages), nécessitent la participation d'une dizaine de personnes. L'auteur de Lonely Planet n'est pas forcément un spécialiste de la région qu'il va couvrir, lui permettant ainsi d'être dans une démarche de voyageur découvrant, sans préjugés, les réalités d'un pays[réf. souhaitée].
Le guide de Lonely Planet s'adresse avant tout au voyageur indépendant qui souhaite organiser lui-même son périple. Les titres sont actualisés en général tous les deux ou trois ans (parfois quatre pour les destinations plus confidentielles). Les actualisations sont complètes et sont effectuées par des auteurs qui retournent sur place. Il n'y a donc pas d'actualisation partielle entre deux réimpressions, comme cela est pratiqué parfois chez d'autres éditeurs[source secondaire souhaitée].

## Actualité

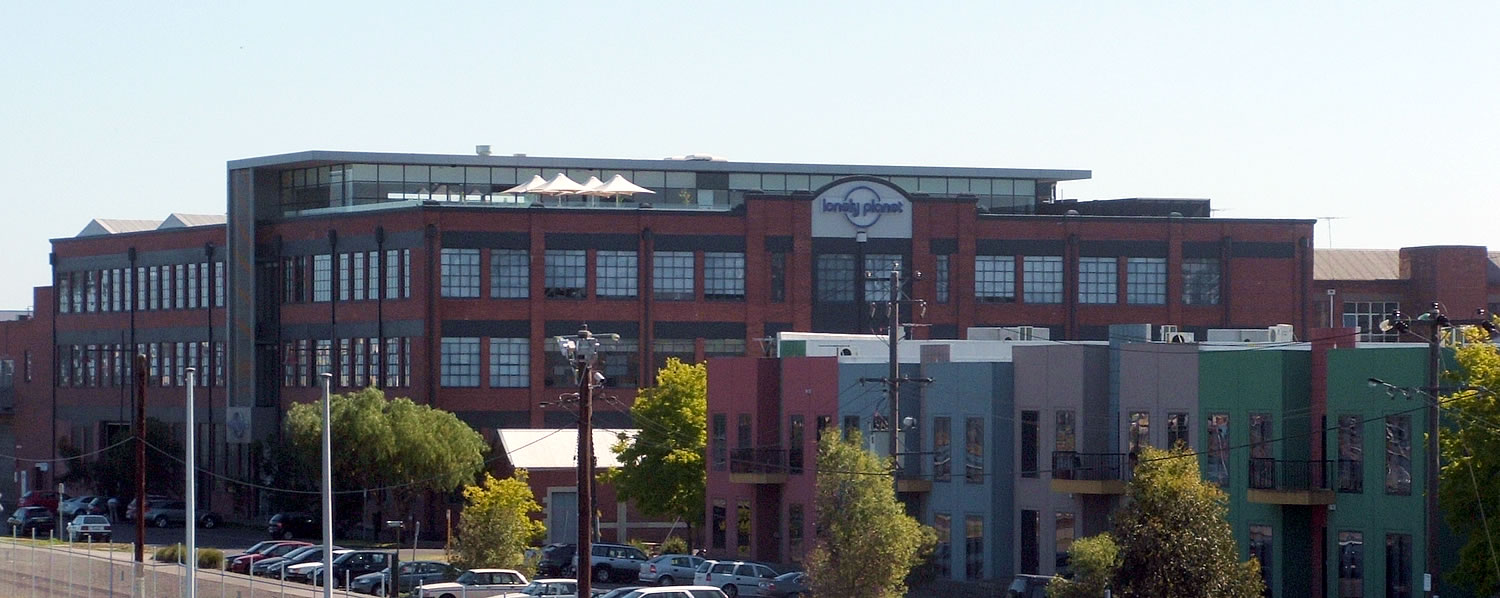
Le siège de Lonely Planet, à Footscray (ville de Maribyrnong, Australie).

Les guides francophones sont distribués depuis 2004 par Place des Éditeurs, une filiale d'Editis. En juin 2008, Editis a été vendu par Wendel Investissement au groupe d'édition espagnol Planeta.
En 2006, la société, Lonely Planet, a vendu 6,5 millions de guides et son site Internet a reçu en moyenne 4,3 millions de visiteurs par mois[réf. nécessaire]. Elle a produit des programmes de télévision diffusés dans plus de 100 pays[réf. souhaitée].
En octobre 2007, la filiale BBC Worldwide de la radiotélévision publique britannique, BBC, annonce avoir racheté au couple d'éditeurs australiens, Maureen Wheeler et Tony Wheeler, les 75 % des parts qu'ils détenaient dans Lonely Planet. Le siège mondial reste à Melbourne. En février 2011, la BBC Worldwide annonce avoir racheté les 25 % restants.
En mars 2013, 40 ans après la publication du premier guide, la BBC Worldwide est contrainte de vendre à perte le guide en raison d'un non-alignement avec la stratégie globale du groupe BBC. La société est revendue pour 75 millions de dollars à NC2 Media, propriété du millionnaire américain Brad Kelley (en).
En 2020, la NC2 Media de Brad Kelley revend Lonely Planet à Red Ventures (en).